# 고실막

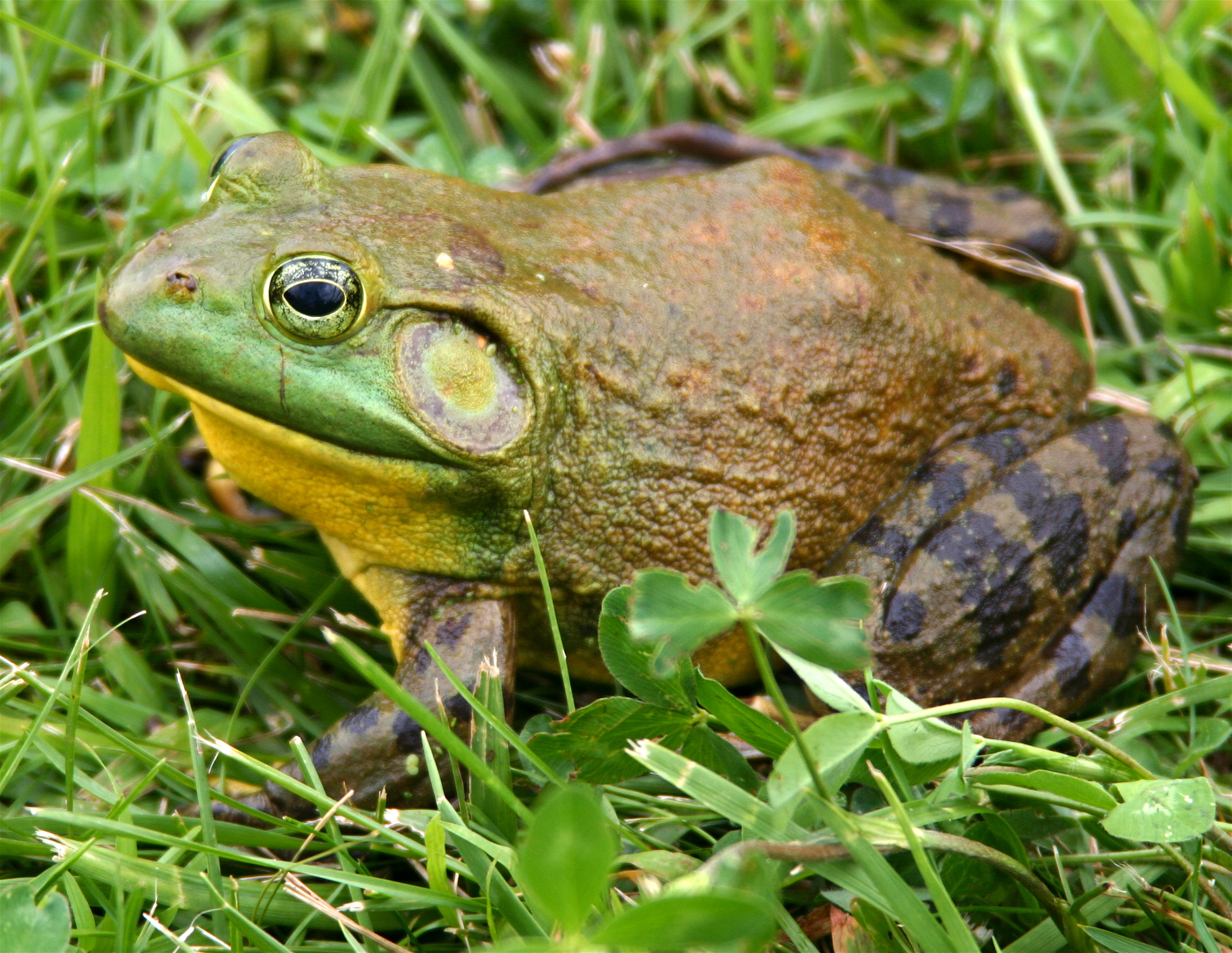
황소개구리. 눈 뒤에 고실막이 보인다.

고실막(鼓室膜 tympanum)은 개구리, 두꺼비, 곤충, 일부 포유류에게 존재하는, 고막과 유사한 기관이다. 귀가 없어서 고막이 피부에 그대로 드러난 형태라고 보면 된다.

## 같이 보기
- 개구리목
- 고막